# Klarkeit
Klarkeit ali klarkit je uranov oksidni mineral s kemijsko formulo (Na,Ca,Pb)2(UO2)2(O,OH)3 ali  (Na,Ca,Pb)(UO2)O(OH) • 0-1(H2O). Splošna formula idealnega klarkeita je Na[(UO2)O(OH)](H2O)0-1.
Mineral je temno rjave do rdečkasto oranžne barve. Nastal je z oksidacijo in substitucijo uraninita med poznim kristaljenjem pegmatita. Čeprav so uraninitni graniti pogoste kamnine, je klarkeit redek in se pojavlja intimno zraščen z drugimi uranovimi minerali.
Ime je dobil po ameriškemu mineralnemu kemiku Franku Wigglesworthu Clarku (1847-1931), bivšemu predstojniku ameriške vladne agencije za geološke raziskave (United States Geological Survey).